# Noah Gygax
Noah Gygax (18 giugno 1999) è un giocatore di football americano svizzero che gioca nel ruolo di runningback per gli Helvetic Mercenaries.